# Neoceratitis chirinda
Neoceratitis chirinda är en tvåvingeart som först beskrevs av Albany Hancock 1985.  Neoceratitis chirinda ingår i släktet Neoceratitis och familjen borrflugor.
Artens utbredningsområde är Zimbabwe. Inga underarter finns listade i Catalogue of Life.